# Iso Talaslampi
Iso Talaslampi eller Talaslampi är en sjö i Finland. Den ligger i kommunen Kuhmo i landskapet Kajanaland, i den östra delen av landet, 500 km nordost om huvudstaden Helsingfors. Iso Talaslampi ligger 236 meter över havet. Den är 1,7 meter djup. Arean är 15,9 hektar och strandlinjen är 1,76 kilometer lång. Sjön  ingår i Uleälvens huvudavrinningsområde.   I omgivningarna runt Iso Talaslampi växer i huvudsak barrskog. Den sträcker sig 0,6 kilometer i nord-sydlig riktning, och 0,8 kilometer i öst-västlig riktning.